# Dabrony
Dabrony ist eine ungarische Gemeinde im Kreis Devecser im Komitat Veszprém.

## Geografische Lage
Dabrony liegt 47 Kilometer nordwestlich des Komitatssitzes Veszprém und 17,5 Kilometer nordwestlich der Kreisstadt Devecser. Nachbargemeinden sind Nyárád, Nagyalásony, Csögle und Nemesszalók.

## Geschichte
Im Jahr 1913 gab es in der damaligen Kleingemeinde 137 Häuser und 779 Einwohner auf einer Fläche von 2576 Katastraljochen. Sie gehörte zu dieser Zeit zum Bezirk Devecser im Komitat Veszprém.

## Sehenswürdigkeiten
- Evangelische Kirche, ursprünglich 1480–1482 erbaut, im 19. Jahrhundert umgebaut und erweitert
- Römisch-katholische Kirche Szent Lőrinc, erbaut 1905–1915
- Géza-Gárdonyi-Büste, erschaffen von Imre Ferenczy
- Weltkriegsdenkmal

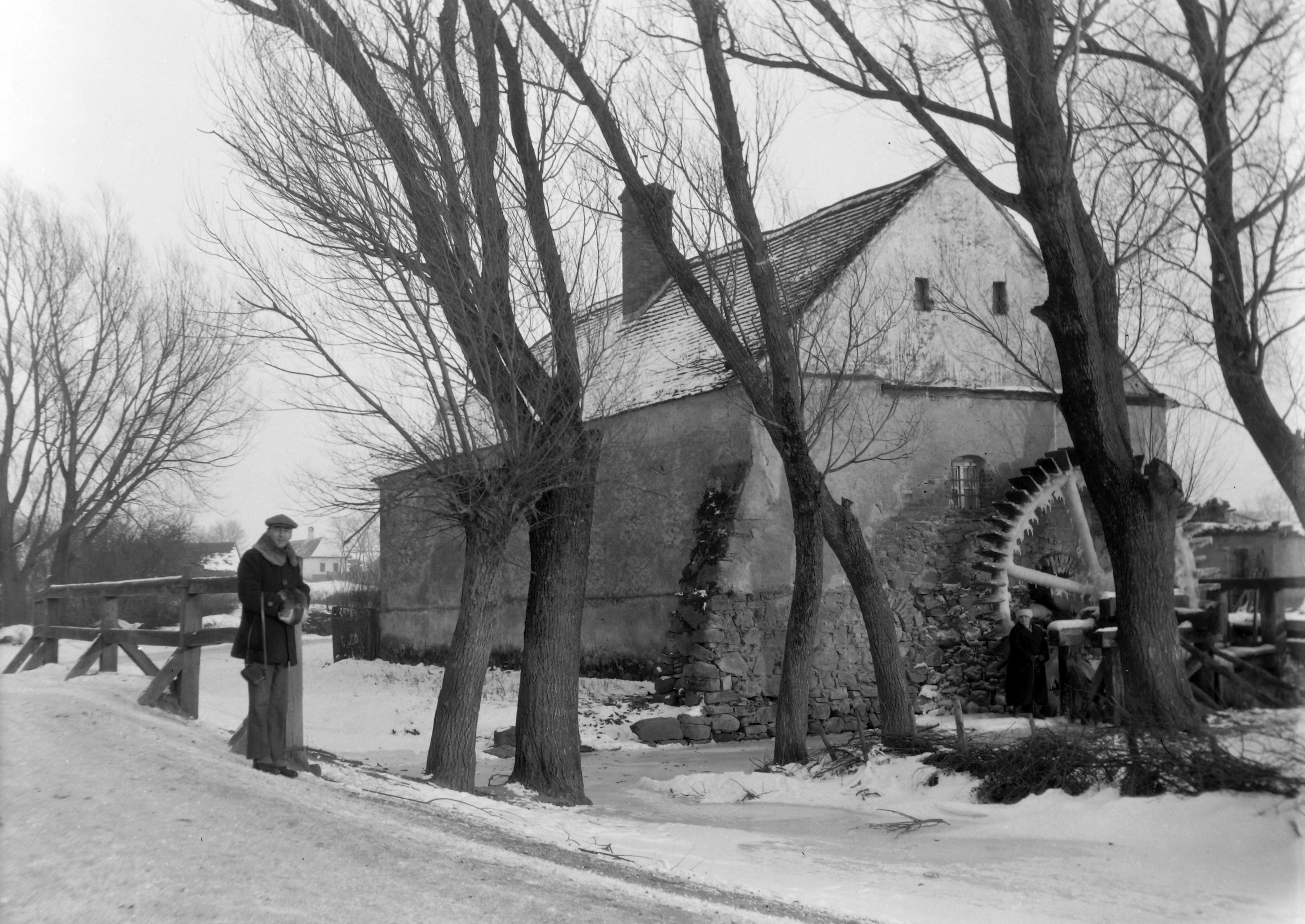
Wassermühle (1930)
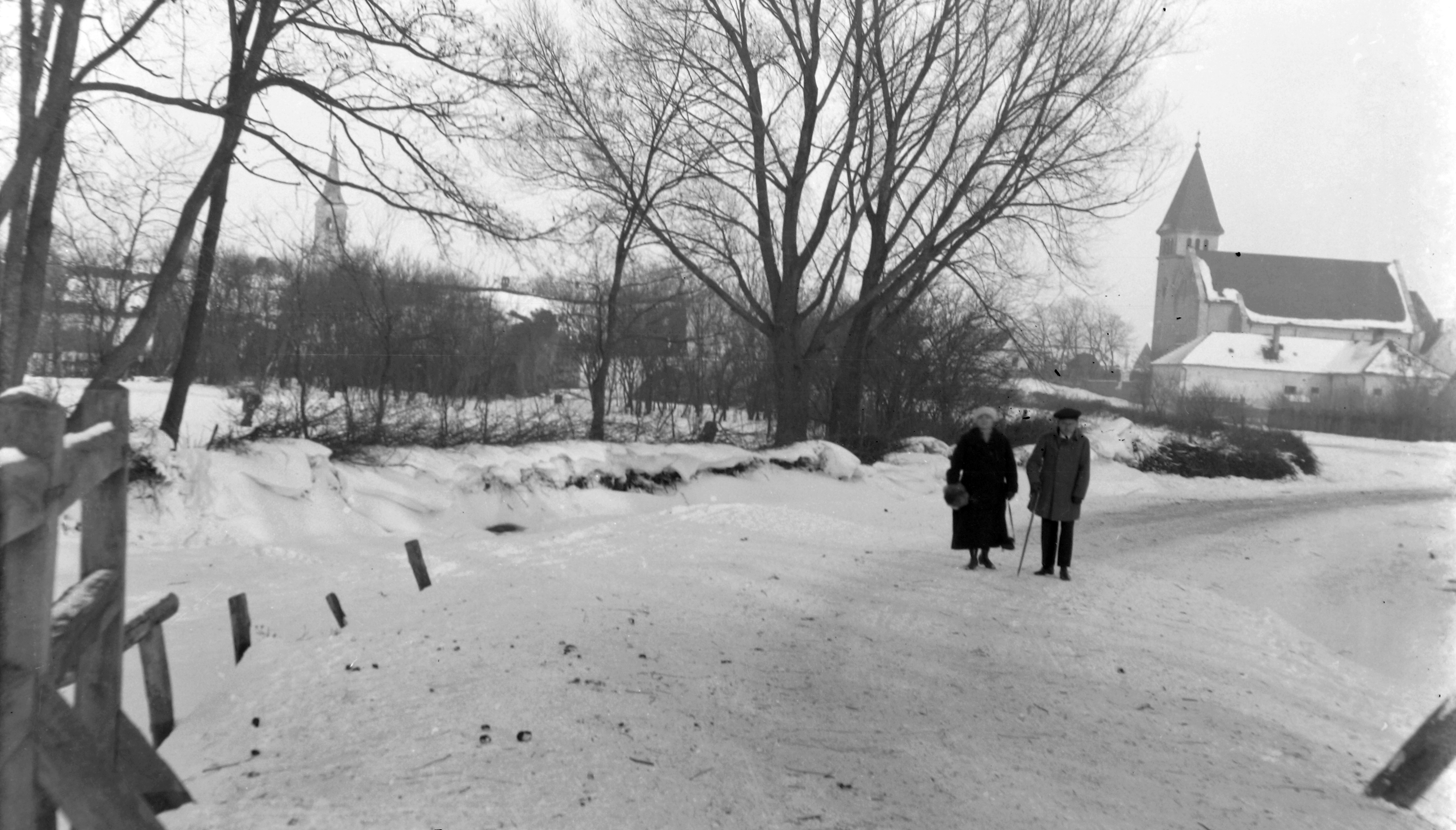
Dabrony mit den beiden Kirchen im Hintergrund (1930)
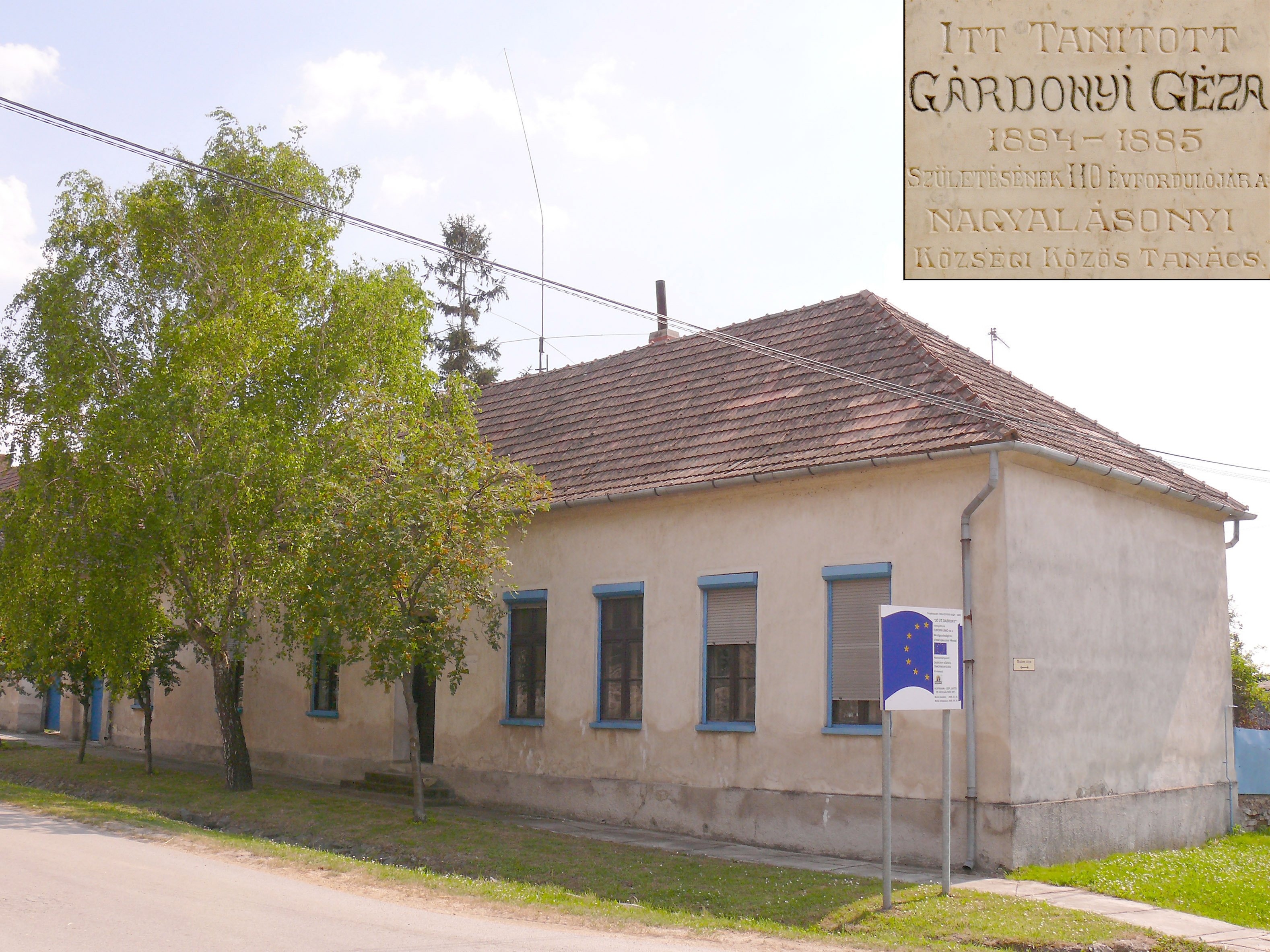
Ehemalige katholische Schule

## Verkehr
Durch Dabrony verläuft die Landstraße Nr. 8401, die westlich des Ortes in die Landstraße Nr. 8411 mündet. Es bestehen Busverbindungen nach Devecser und Pápa. Der nächstgelegene Bahnhof befindet sich ungefähr acht Kilometer nordwestlich in Vinár.